# Лукашовка (Николаевская область)
Лукашовка (укр. Лукашівка) — село в Первомайском районе Николаевской области Украины.
Основано в 1791 году. Население по переписи 2001 года составляло 749 человек. Почтовый индекс — 55235. Телефонный код — 5161.

## Известные уроженцы
- Горбачевский, Александр Иванович — Герой Советского Союза.

## Местный совет
55242, Николаевская обл., Первомайский р-н, с. Лукашовка, ул. Садовая, 51